# Microlongichneumon lissospeculum
Microlongichneumon lissospeculum är en stekelart som beskrevs av Heinrich 1968. Microlongichneumon lissospeculum ingår i släktet Microlongichneumon och familjen brokparasitsteklar. Inga underarter finns listade i Catalogue of Life.